# СДКМ
СДКМ (Система Дифференциальной Коррекции и Мониторинга) — широкозонная система дифференциальной коррекции для навигационных спутниковых систем ГЛОНАСС (РФ) и GPS (США). Разработана АО «Российские космические системы». Предназначена для повышения точности и обеспечения целостности определения местоположения воздушных, морских, сухопутных и космических потребителей. 
Система обеспечивает потребителей: 
- корректирующей эфемеридно-временной информацией;
- информацией о целостности навигационного поля;
- данными о величинах вертикальных ионосферных задержек.

## Состав системы
Система состоит из двух подсистем:
- подсистемы космических аппаратов (ПКА);
- наземной подсистемы контроля и управления (ПКУ).

Подсистема космических аппаратов (ПКА)
ПКА включает в себя 3 штатных космических аппарата многофункциональной космической системы ретрансляции (МКСР) «Луч», находящихся на геостационарной орбите, которые обеспечивают передачу информации СДКМ потребителям посредством излучения радиосигналов в структуре SBAS. 
Космические аппараты - Луч (3 КА: Луч-5А 167° в.д., запуск произведен в декабре 2011; Луч-5Б 16° з.д., запуск произведен в ноябре 2012 и Луч-5В 95° в.д., запуск в апреле 2014 года). 
| Спутник   | Позиция   | PRN номер | охват    | зона                                                       |
| --------- | --------- | --------- | -------- | ---------------------------------------------------------- |
| Луч-5В    | 95° в.д.  | 140       | 42164 км | Азия, Средняя Азия, Китай, Индия                           |
| Луч-5Б    | 16° з.д.  | 125       | 42164 км | Европа, Северная Африка, Ближний Восток                    |
| Луч-5А[1] | 167° в.д. | 141       | 42164 км | Тихоокеанский регион, Дальний Восток, Япония, часть Аляски |

По данным международной службы IGS (International GNSS Service) вещание сигнала SBAS со спутника Луч-5А зафиксировано не было.
По состоянию на август 2020 года спутник Луч-5А на официальном сайте системы не числится.
Наземная подсистема контроля и управления (ПКУ)
ПКУ состоит из распределенного центра обработки данных (ЦОД) и формирования выходной информации СДКМ для потребителей, наземных средств передачи информации СДКМ потребителям, комплекса закладки и контроля (КЗиК) и сети унифицированных станций сбора измерений (УССИ).
В задачи ПКУ входят: 
- мониторинг радионавигационного поля сигналов открытого доступа, формируемого навигационными космическими аппаратами (НКА) ГЛОНАСС и GPS;
- непрерывное уточнение параметров орбит и часов НКА ГЛОНАСС и GPS;
- формирование потока корректирующей информации и параметров целостности;
- передача корректирующей информации и информации целостности потребителям с помощью ПКА и наземных средств передачи информации в режиме реального времени в формате SISNeT[3].

Комплекс загрузки и контроля (КЗиК)
КЗиК обеспечивает загрузку и контроль загрузки целевой информации на борт КА для последующей ретрансляции, расположены в г. Хабаровске и г. Москве..
КЗиК обеспечивает решение следующих задач:
•  прием из ЦОД корректирующей информации в заданном формате;
•  передача корректирующей информации на борт спутника связи;
•  прием с борта спутника связи новых значений корректирующей информации;
•  сравнение заложенных на борт и принятых с борта значений корректирующей информации;
•  передача в ЦОД результатов произведенной закладки.
Унифицированные станции сбора  измерений (УССИ)
По состоянию на 2021 год развернуто 53 станции УССИ. На территории России расположено 46 станций (Менделеево (Московская область), Ростов, Калининград, Светлое, Самара, Оренбург, Красноярск, Южно-Сахалинск, Петропавловск-Камчатский, Мурманск, Сыктывкар, Благовещенск, Певек, Ленск, Усть-Нера, Чокурдах, Диксон (остров), Малые Кармакулы, Намцы, Ола, Оленёк, Игарка, Тикси, Владивосток, Усть-Илимск, Кызыл-Озёк, Хатанга, Тында, Архангельск, Астрахань, Никольское (Командорские о-ва), Чита, Иркутск, Севастополь, Кызыл, Ноглики, Южно-Курильск, Салехард, Анадырь, Аян, Колпашево, Тиличики, Лаврентия, Северо-Курильск, Екатеринбург, Ханты-Мансийск), 3 станции на территории Антарктики (Новолазаревская, Беллинсгаузен, Прогресс), 1 станция на территории Республики Беларусь (Минск), 2 станции на территории Казахстана (Астана, Кызылорда), 1 станция на территории Армении (Бюракан). Каждая станция проводит измерения по всем видимым спутникам ГНСС в реальном масштабе времени и передаёт результаты в ЦОД для совместной обработки. В Китае будет установлено три наземных станции ГЛОНАСС, в свою очередь столько же китайских станций системы «Бейдоу» на паритетных началах планируется установить на территории России.

## Цели
Главная целевая функция системы - обеспечение воздушных судов гражданской авиации высокоточным навигационным сервисом SBAS, позволяющего судам выполнять операции захода на посадку по категориям: NPA (неточный заход на посадку), APV-Ⅰ и APV-Ⅱ (заход на посадку с вертикальным наведением категорий Ⅰ и Ⅱ) строго в соответствии с международными регламентами ИКАО.

## Зона обслуживания

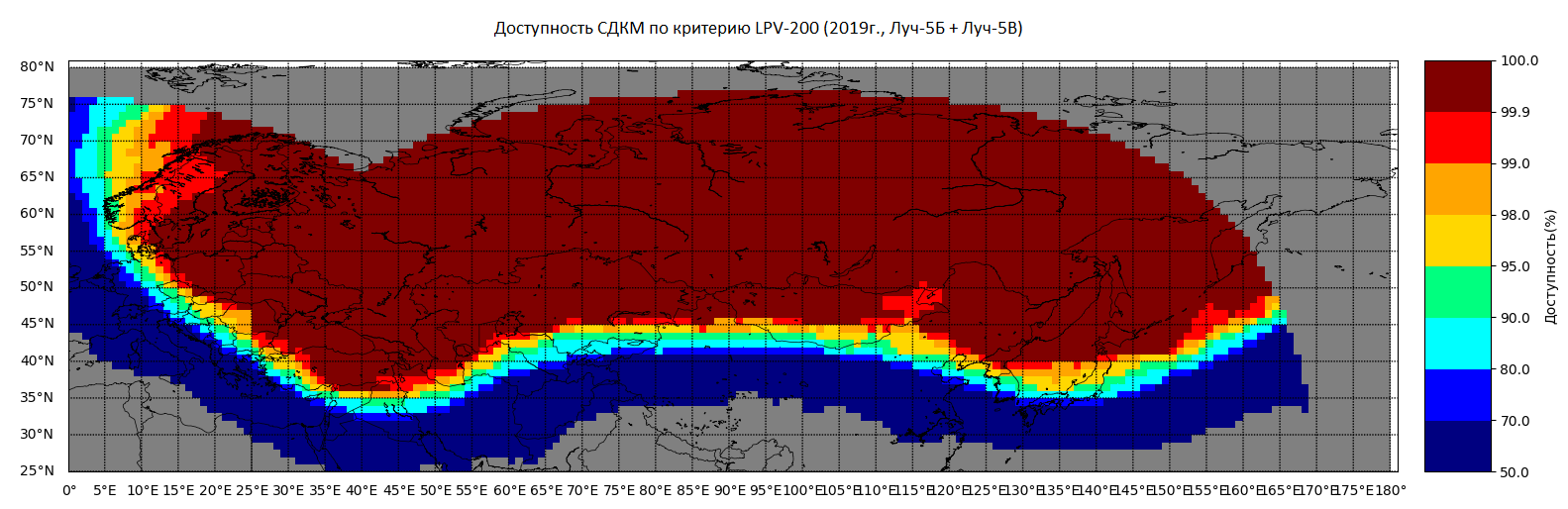

Зоной обслуживания системы является территория РФ и прилегающая к РФ территория других стран. Для обеспечения гарантии непрерывности корректирующей информации заход на посадку по категориям NPA, APV-Ⅰ и APV-Ⅱ осуществляется в зоне двойного покрытия сигналом SBAS. Использование двух и более геостационарных спутников используемой SBAS обеспечивает возможность переключения в случае потери сигнала (например, из-за затенения зданием или рельефом) и обеспечивает высокий уровень бесперебойного обслуживания.

## Сроки ввода
По данным на 2019 год испытания СДКМ завершены. Система на первоначальном этапе сертификации.

## Точность
Точность корректирующих поправок СДКМ в части ионосферы и эфемеридно-временной информации для НКА GPS сопоставима по точности с системой EGNOS и WAAS и значительно превосходит такие системы как MSAS и GAGAN. Абсолютная погрешность местоопределения потребителя с применением корректирующей информации СДКМ при совместном использовании ГЛОНАСС и GPS не превышает 0.5 м.  Для достижения наилучший точности при использовании измерений ГЛОНАСС навигационный приёмник необходимо калибровать.

## Формат передачи данных и частота сигнала
Вещание сигналов открытого доступа ведется непрерывно через геостационарные спутники МКСР ЛУЧ: Луч-5Б и Луч-5В в международном формате SBAS на частоте GPS 1575,42МГц, а также по наземным каналам в режиме реального времени в формате SISNeT.

## Замечания
1  Летные испытания